# Ranatra drakei
Ranatra drakei är en insektsart som beskrevs av Hungerford 1922. Ranatra drakei ingår i släktet Ranatra och familjen vattenskorpioner. Inga underarter finns listade i Catalogue of Life.